# John Williamson (cestista 1951)
John Lee Williamson (New Haven, 10 novembre 1951 – New Haven, 30 novembre 1996) è stato un cestista statunitense, professionista nella ABA e nella NBA.

## Carriera
Venne selezionato dagli Atlanta Hawks al sesto giro del Draft NBA 1973 (96ª scelta assoluta) ma firmò un contratto con i New York Nets in ABA.
Williamson nella sua prima stagione in ABA ai New York Nets entro' subito in quintetto assieme a Julius Erving, Billy Paultz, Brian Taylor e Larry Kenon diventando subito fondamentale per la squadra che vinse il Titolo ABA 1973-1974 e venendo nominato nell'ABA All-Rookie Team.
Due anni dopo fu ancora decisivo nella conquista del secondo titolo ABA dei New York Nets, e in particolare viene ricordata la sua prestazione in gara 6 delle Finals ABA 1976 giocata al Nassau Coliseum contro i Denver Nuggets in cui realizzo' 16 punti dei suoi 28 totali nel quarto quarto recuperando da uno svantaggio di 22 punti, e trascinando insieme a Julius Erving i Nets alla vittoria per 112 a 106.
A seguito della cessione a Philadelphia di Erving poco prima dell'esordio dei Nets in NBA, a causa di scontri della dirigenza con il suo agente (che era lo stesso di Dr.J) ritenuto responsabile della situazione venutasi a creare, a Febbraio 1977 fu scambiato agli Indiana Pacers per Darnell Hillman e una prima scelta al draft.
Nel febbraio 1978 dopo che Roy Boe vendette la società, Williamson venne scambiato nuovamente ai Nets, che nel frattempo si erano trasferiti nel New Jersey.
Anche la stagione 1977-1978 per la squadra continuò a non essere positiva ma Super John fece registrare notevoli prestazioni, per esempio mettendo a segno 43 punti contro i New York Knicks nella vittoria per 112 a 110, oppure segnando 50 punti nella vittoria contro gli Indiana Pacers, stabilendo il record di franchigia per punti realizzati in una singola partita dei Nets in NBA.
L'anno successivo i New Jersey Nets alla loro terza stagione in NBA riusciranno a qualificarsi per i playoff, dove incontrarono i Philadelphia 76ers del grande ex Julius Erving; nonostante le due partite del primo turno vennero perse entrambe Williamson segnò in gara 1 38 punti record dei Nets per punti in una singola partita di playoff, che resisterà fino al 1992 quando Drazen Petrovic segnerà 40 punti contro Cleveland.
Inoltre questi 38 punti realizzati all'esordio di una gara di playoff NBA costituirono un record assoluto per l'NBA mai fatto segnare prima superando grandi come Wilt Chamberlain, George Mikan e Kareem Abdul Jabbar, primato che durerà 41 anni dal 1979 fino al 2020 quando Luka Doncic alla sua prima partita di postseason ne realizzerà 42.
A inizio 1979 John Williamson verrà nuovamente scambiato ai Washington Bullets dove diede il suo contributo alla qualificazione per i playoff.
Dopo essere stato rilasciato dai Bullets nel dicembre 1980 decise di ritirarsi a 29 anni.
I New Jersey Nets hanno ritirato la sua maglia numero 23 nel Dicembre 1991, diventando così uno dei tre giocatori che hanno vinto i due Titoli ABA con i New York Nets e il cui numero è stato ritirato (insieme a Julius Erving e Bill Melchionni).
John Williamson è morto il 30 Novembre 1996 a soli 45 anni per un'insufficienza renale collegata al diabete di cui soffriva.
È il giocatore con la più alta media di punti a partita segnati in carriera in NBA (20,1 punti a partita) a non essere mai stato selezionato per un All-Star Game, e il secondo giocatore con la più alta media di punti a partita segnati in carriera in NBA nei playoff (21,5 punti a partita) a non essere mai stato selezionato per un All-Star Game.

## Statistiche
| † | Denota una stagione in cui ha vinto il titolo ABA |

### ABA-NBA

#### Regular season
| Anno            | Squadra            | PG  | PT | MP   | TC%  | 3P%  | TL%  | RP  | AP  | PRP | SP  | PP   |
| --------------- | ------------------ | --- | -- | ---- | ---- | ---- | ---- | --- | --- | --- | --- | ---- |
| 1973-1974†      | N.Y. Nets (ABA)    | 77  |    | 29,4 | 49,1 | 18,2 | 78,9 | 2,8 | 3,2 | 1,1 | 0,4 | 14,5 |
| 1974-1975       | N.Y. Nets          | 75  |    | 25,0 | 48,2 | 23,1 | 83,7 | 2,0 | 2,6 | 0,8 | 0,3 | 11,5 |
| 1975-1976†      | N.Y. Nets (ABA)    | 76  |    | 29,7 | 45,0 | 19,0 | 80,6 | 2,5 | 2,5 | 1,0 | 0,4 | 16,2 |
| 1976-1977       | N.Y. Nets (NBA)    | 42  |    | 34,0 | 44,5 |      | 78,9 | 2,8 | 2,1 | 1,4 | 0,1 | 20,8 |
| 1976-1977       | Indiana Pacers     | 30  |    | 35,2 | 48,0 |      | 78,4 | 2,5 | 3,7 | 1,6 | 0,2 | 20,7 |
| 1977-1978       | Indiana Pacers     | 42  |    | 34,5 | 42,1 |      | 83,2 | 2,9 | 3,1 | 1,1 | 0,0 | 19,1 |
| 1977-1978       | N.J. Nets          | 33  |    | 38,8 | 45,4 |      | 85,7 | 3,2 | 2,5 | 1,4 | 0,3 | 29,5 |
| 1978-1979       | N.J. Nets          | 74  |    | 33,1 | 46,5 |      | 85,4 | 2,6 | 3,4 | 1,2 | 0,2 | 22,2 |
| 1979-1980       | N.J. Nets          | 28  |    | 27,5 | 44,7 | 42,1 | 86,4 | 1,9 | 3,1 | 0,9 | 0,3 | 17,7 |
| 1979-1980       | Washington Bullets | 30  |    | 20,1 | 43,0 | 18,8 | 80,0 | 1,5 | 1,3 | 0,3 | 0,3 | 11,6 |
| 1980-1981       | Washington Bullets | 9   |    | 12,4 | 32,1 | 16,7 | 83,3 | 0,8 | 1,9 | 0,4 | 0,1 | 4,7  |
| Carriera ABA    | Carriera ABA       | 228 |    | 28,0 | 47,2 | 19,7 | 80,8 | 2,4 | 2,8 | 1,0 | 0,4 | 14,1 |
| Carriera NBA    | Carriera NBA       | 288 |    | 31,8 | 44,9 |      | 83,3 | 2,5 | 2,8 | 1,1 | 0,2 | 20,1 |
| Carriera Totale | Carriera Totale    | 516 |    | 30,1 | 45,8 |      | 82,6 | 2,5 | 2,8 | 1,1 | 0,3 | 17,5 |

#### Massimi in carriera
Regular Season
- Massimo di punti in ABA: 36 (2 volte)
- Massimo di punti in NBA: 50 vs Indiana Pacers (4 aprile 1978)
- Massimo di rimbalzi in ABA: 8 vs Virginia Squires (22 dicembre 1973)
- Massimo di rimbalzi in NBA: 10 (2 volte)
- Massimo di assist in ABA: 9 vs Memphis Tams (6 dicembre 1973)
- Massimo di assist in NBA: 12 vs Chicago Bulls (27 gennaio 1980)
- Massimo di palle rubate in ABA: 2 (4 volte)*
- Massimo di palle rubate in NBA: 6 vs Denver Nuggets (3 dicembre 1976)
- Massimo di stoppate in ABA: 2 (2 volte)*
- Massimo di stoppate in NBA: 2 (8 volte)

(* tenendo conto dei dati ABA al momento disponibili)

#### Play-off
| Anno            | Squadra            | PG | PT | MP   | TC%  | 3P%  | TL%   | RP  | AP  | PRP | SP  | PP   |
| --------------- | ------------------ | -- | -- | ---- | ---- | ---- | ----- | --- | --- | --- | --- | ---- |
| 1974†           | N.Y. Nets (ABA)    | 14 |    | 30,4 | 45,0 | 0,0  | 81,5  | 3,3 | 2,9 | 0,7 | 0,4 | 11,9 |
| 1975            | N.Y. Nets          | 5  |    | 23,6 | 60,5 | 0,0  | 61,5  | 2,0 | 2,0 | 0,2 | 0,6 | 12,0 |
| 1976†           | N.Y. Nets (ABA)    | 10 |    | 36,0 | 49,7 | 33,3 | 69,6  | 2,4 | 2,6 | 1,0 | 0,3 | 22,2 |
| 1979            | N.J. Nets (NBA)    | 2  |    | 46,0 | 37,1 |      | 81,3  | 3,0 | 4,0 | 2,0 | 0,0 | 29,5 |
| 1980            | Washington Bullets | 2  |    | 15,5 | 57,9 | 33,3 | 100,0 | 1,0 | 0,5 | 0,0 | 0,0 | 13,5 |
| Carriera ABA    | Carriera ABA       | 29 |    | 31,1 | 49,0 | 20,0 | 72,1  | 2,8 | 2,6 | 0,7 | 0,4 | 15,4 |
| Carriera NBA    | Carriera NBA       | 4  |    | 30,8 | 42,0 |      | 84,2  | 2,0 | 2,3 | 1,0 | 0,0 | 21,5 |
| Carriera Totale | Carriera Totale    | 33 |    | 31,1 | 47,8 |      | 74,3  | 2,7 | 2,6 | 0,8 | 0,4 | 16,2 |

#### Massimi in carriera
Play-off
- Massimo di punti in ABA: 31 vs San Antonio Spurs (18 aprile 1976)
- Massimo di punti in NBA: 38 vs Philadelphia 76ers (11 aprile 1979)
- Massimo di rimbalzi in ABA: 7 vs Utah Stars (10 maggio 1974)
- Massimo di rimbalzi in NBA: 4 vs Philadelphia 76ers (11 aprile 1979)
- Massimo di assist in ABA: 5 (5 volte)
- Massimo di assist in NBA: 5 vs Philadelphia 76ers (13 aprile 1979)
- Massimo di palle rubate in ABA: 2 vs San Antonio Spurs (18 aprile 1976)*
- Massimo di palle rubate in NBA: 3 vs Philadelphia 76ers (13 aprile 1979)
- Massimo di stoppate in ABA: 2 vs San Antonio Spurs (19 aprile 1976)*
- Massimo di stoppate in NBA: 0

(* tenendo conto dei dati ABA al momento disponibili)

## Palmarès
- Campionato ABA: 2

New York Nets: 1974, 1976
- ABA All-Rookie Team (1974)
- Novantaquattresimo miglior marcatore di sempre ABA
- Ventinovesimo miglior giocatore per palle rubate di sempre ABA
- Quarantesimo per numero di stoppate di sempre ABA